# Francesco Nullo (1927)
«Франческо Нулло» (італ. Francesco Nullo) — ескадрений міноносець типу «Надзаріо Сауро» ВМС Італії 1920-х років

## Історія створення
Ескадрений міноносець «Франческо Нулло» був закладений 9 жовтня 1924 року на верфі «Cantieri navali del Quarnaro» у Фіуме. Свою назву отримав на честь Франческо Нулло, італійського патріота, учасника Рісорджименто.
Спущений на воду 14 листопада 1925 року, вступив у стрій 15 квітня 1927 року.

## Історія служби

### Довоєнна служба
Після вступу у стрій есмінець «Франческо Нулло» ніс службу у Середземному морі. У 1928 році був залучений до підтримки «Авіаційного круїзу у західному Середземномор'ї» (італ. «Crociera aviatoria del Mediterraneo occidentale») Італо Бальбо.
У 1936 році, перед запланованим відправленням в Червоне море корабель пройшов модернізацію, під час якої встановили системи кондиціонування.
Після повернення в Італію брав участь у громадянській війні в Іспанії.

### Друга світова війна
На момент вступу Італії у Другу світову війну 10 червня 1940 року, «Франческо Нулло» перебував в Еритреї, де базувався в порту Массауа і входив до складу 3-ї ескадри есмінців, разом з однотипними «Чезаре Баттісті», «Даніеле Манін» та «Надзаріо Сауро». З травня 1940 року капітаном корабля був призначений Костантіно Борсіні.
Основним завданням італійської ескадри у Червоному морі було перехоплення британських конвоїв. Кораблі декілька разів виходили в море, але не змогли перехопити ворожі кораблі.

#### Атака на конвой BN 7
Вночі 21 жовтня 1940 року есмінці «Леоне», «Пантера», «Чезаре Баттісті», «Даніеле Манін» і «Франческо Нулло» атакували британський конвой «BN 7», який складався з 32 транспортів під охороною крейсера «Ліндер» , есмінця «Кімберлі» та 3 шлюпів. Проте атака виявилась невдалою, італійці змушені були поставити димову завісу та відступити. 
На «Франческо Нулло» вийшло з ладу стернове керування, і він втратив контакт з іншими кораблями. На ранок він був помічений та перехоплений британськими кораблями. Зав'язався годинний бій, внаслідок якого «Франческо Нулло» був потоплений есмінцем «Кімберлі» поблизу острова Харміль. 
Борсіні відмовився покинути корабель. Разом з ним залишився його ад'ютант Вінченцо Ч'яраволо (італ. Vincenzo Ciaravolo). Обоє посмертно були нагороджені «Золотою медаллю за військову доблесть».